# Кишкино (Дзержинский)
Кишкино — одна из четырёх деревень, образовавших впоследствии посёлок, а затем город Дзержинский Московской области. 
До революции деревня принадлежала Николо-Угрешскому монастырю административно относясь к Ухтомской волости Московского уезда Московской губернии. С 1918 года деревня входила в Угрешский групповой сельсовет, а после его разукрупнения 23 ноября 1925 года, стало центром Кишкинского сельсовета Ухтомского района.